# Posteo
Posteo è un servizio di posta elettronica tedesco di cui l'infrastruttura informatica è basata esclusivamente su programmi open source. Posteo utilizza l'energia sostenibile fornita da Greenpeace Energy ed è senza pubblicità. Il servizio offre dei conti per gli individui e le aziende per 1 € al mese. La creazione del conto e il pagamento possono essere fatti anonimamente. Dalle rivelazioni di Edward Snowden nel 2013 sul programma di sorveglianza di massa implementato dalla National Security Agency, Posteo è passato da 10 000 utenti a 70 000 nel 2014.

## Sicurezza

### Accesso ai server
Posteo non registra l'indirizzo IP dei visitatori e la connessione è sempre fatta in maniera cifrata con TLS et Perfect Forward Secrecy. Dal 2014, Posteo utilizza anche la tecnologia DANE (DNS-based Authentication of Named Entities). È possibile attivare l'autenticazione a due fattori grazie a una one-time password ricevuta su un altro dispositivo.

### Consegna della posta elettronica
La consegna della posta elettronica si effettua sempre in maniera cifrata con Perfect Forward Secrecy (PFS) et DANE. Inoltre, l'indirizzo IP viene eliminato dall'intestazione dei messaggi.

### Conservazione dati
Gli utenti hanno anche la possibilità di cifrare tutti i messaggi, calendari e contatti memorizzati sui server di Posteo, in modo che nessun terzo possa leggerli.